# 3391 Sinon
3391 Sinon eller 1977 DD3 är en trojansk asteroid i Jupiters lagrangepunkt L4. Den upptäcktes 18 februari 1977 av de båda japanska astronomerna Hiroki Kōsai och Kiichirō Furukawa vid Kiso-observatoriet i Japan. Den har fått sitt namn efter den grekiske krigaren Sinon.
Asteroiden har en diameter på ungefär 37 kilometer.